# جورج إس. ستيوارت
جورج إس. ستيوارت (بالإنجليزية: George S. Stuart)‏ هو نحات أمريكي، ولد في 1929.